# Алиндао

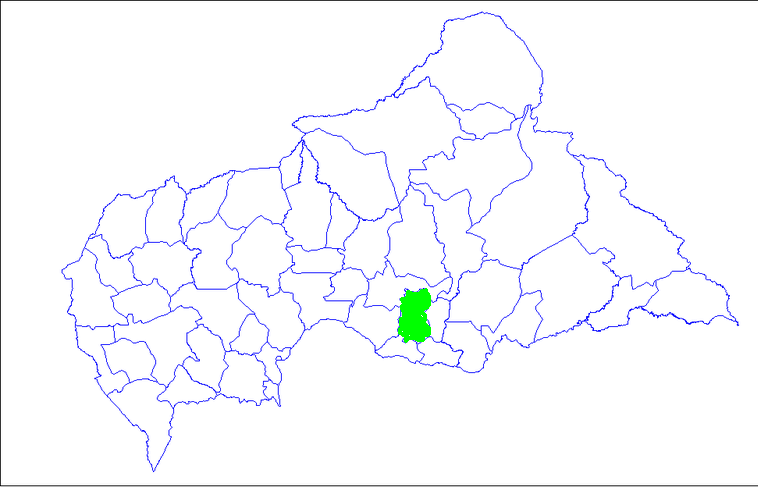

Алиндао — субпрефектура ЦАР на севере префектуры Нижнее Котто. Административный центр — Алиндао.

## Экономика
Основное занятие жителей — сельское хозяйство: хлеборобство, культивирование кофе, переработка сельхозпродукции. Менее распространено рыболовство, охота, торговля и кустарное производство. Большинство жителей пребывает в бедности.
Жилища местного населения представляют собой глинобитные строения с конусообразными соломенными крышами, украшенные разноцветной глиной.

## Языки
- Французский
- Банда-бамбари (языки банда).

## Религиозные организации
- Католический диоцез Алиндао